# 六月抗爭 (1976年)
六月抗爭是指波蘭人民共和國時期，於1976年6月發生的一連串抗議示威活動。當時的總理彼得·雅羅謝維奇宣布計畫大幅提高許多民生物資，尤其是食品類的價格（奶油33%、肉品70%及糖100%）。當時波蘭的物價是固定的，由政府控制，而當時政府的財政赤字不斷增加。
這波抗議行動始於6月24日，終於6月30日，最大的暴力示威與搶劫行動發生在普沃茨克、華沙近郊的烏爾蘇斯區及拉多姆，其中以拉多姆最為嚴重。抗議人士受到政府粗暴鎮壓，但調價計畫也因此遭到擱置，波蘭的領導人愛德華·吉瑞克退居幕後，並解除雅羅謝維奇的總理職務 。1976年波蘭國內動盪不斷，人民遭到逮捕時有可聞，激進派工人被解雇，再再促使工人與反對派的知識分子重新接觸，一群知識分子因而成立反政府組織「勞工保護委員會」，與官方抑制工人抗議行動對抗。